# Medlerana nigeriensis
Medlerana nigeriensis là một loài bướm đêm trong họ Noctuidae.